# Phare de Shoreham
Le phare de Shoreham (ou phare de Kinston Buci) est un phare situé dans shoreham-by-Sea, près de la jetée du port, dans le comté du Sussex de l'Ouest en Angleterre.
Il est maintenant protégé en tant que monument classé du Royaume-Uni de Grade II depuis 1972 .

## Histoire
Ce phare du port de Shoreham-by-Sea est une tour ronde en pierre grise de 12 m de haut, avec une lanterne noire construit en 1846. sa lanterne a été reconstruite en 1985. Il se situe à 8 km environ à l'ouest de Brighton. Il est géré par l'autorité portuaire.
Identifiant : ARLHS : ENG-125 - Amirauté : A0814 - NGA : 1116 .

### Lien connexe
- Liste des phares en Angleterre